# Storm (U-Boot)
HMS Storm (Kennung: P233) war ein U-Boot der britischen Royal Navy im Zweiten Weltkrieg.

## Geschichte
Die Storm (engl.: Sturm) war ein Boot des dritten Bauloses der erfolgreichen S-Klasse. Dieses Baulos wird auch als Seraph-Klasse bezeichnet. Das Boot wurde am 23. Juni 1942 bei Cammell, Laird & Company im nordwestenglischen Birkenhead aufgelegt, lief am 18. Mai 1943 vom Stapel und wurde von der Royal Navy am 23. August 1943 in Dienst gestellt.
Die Navy setzte das Boot unter dem Kommando von Lt. Edward P. Young auf dem asiatischen Kriegsschauplatz ein.
Am 12. März 1944 versenkte Boot in der Malakkastraße eine kleine japanische Einheit mit dem Deckgeschütz. Am 15. April torpedierte und versenkte die Storm vor den Andamanen bei 11° 34′ N, 93° 8′ O den japanischen Minensucher W 7 (738 ts). Am 18. Juni torpedierte und versenkte sie vor Penang (Malaya) bei 5° 59′ N, 99° 10′ O das japanische Hilfskanonenboot Eiko Maru (3011 BRT). Zwei Tage später wurde in der Malakkastraße das deutsche U-Boot U 1062 erfolglos mit Torpedos angegriffen. Die Storm versenkte am  23. Juli 1944 vor Port Owen (Andamanen) bei 14° 0′ N, 96° 50′ O den japanischen Militärtransporter Kiso Maru (554 BRT) und zwei Patrouillenboote mit Bordartillerie. Am 1. August wurden vor den Mergui-Inseln (Birma) vier Segelschiffe versenkt. Am 2. September folgten fünf kleinere japanische Einheiten. Zwischen dem 29. Oktober und dem 2. November versenkte das Boot im Golf von Boni (Sulawesi) elf japanische Segelschiffe.
Die Storm wurde 1949 zur Verschrottung verkauft und im Oktober des Jahres in Faslane on Clyde abgewrackt.